# Pertain
Pertain är en kommun i departementet Somme i regionen Hauts-de-France i norra Frankrike. Kommunen ligger i kantonen Nesle som tillhör arrondissementet Péronne. År 2018 hade Pertain 383 invånare.

## Befolkningsutveckling
Antalet invånare i kommunen Pertain
| Referens: INSEE |